# 2022년 세계 육상 선수권 대회
2022년 세계 육상 선수권 대회는 2022년 7월 15일부터 7월 24일까지 미국 오리건주에 있는 유진에 위치한 헤이워드 필드에서 개최될 예정인 세계 육상 선수권 대회이다. 원래는 2021년 8월 6일부터 8월 15일까지 열릴 예정이었으나 2020년 도쿄 하계 올림픽이 코로나19 범유행의 여파로 인해 1년 정도 연기됨에 따라 국제 육상 경기 연맹이 해당 대회의 개최 시기 또한 변경될 가능성이 있다고 밝혔다. 국제 육상 경기 연맹은 2020년 4월 8일에 공개된 공식 성명을 통해 해당 대회의 개최 시기를 2022년 7월 15일부터 7월 24일까지로 변경했다.